# Gradiška
Gradiška (kyrillisch Градишка), früher Bosanska Gradiška (kyrillisch Босанска Градишка), ist eine Stadt im Norden von Bosnien und Herzegowina. Früher hatte sie auch die Name osmanisch- oder türkisch-Gradiska oder auch Berbir. Sie hat ca. 22.000 Einwohnern und gehört seit dem Bosnienkrieg zur Republika Srpska, einer der beiden Entitäten von Bosnien und Herzegowina. Sie ist Sitz der gleichnamigen Opština mit 56.727 Einwohnern auf einer Fläche von 762 km².

## Geschichte
In der römischen Zeit existierte nach den Aufzeichnungen in Geographia des Ptolemaios (* um 100 - † um 175 n. Chr.) auf dem Gebiet der heutigen Stadt eine Siedlung mit dem Namen Σερβίτιον (transkr. Serbition) bzw. Σέρβινου (transkr. Serbinou bzw. Serbinov), nach Quelle latinisiert zu Servitium. Es ist nicht geklärt, ob der damalige Name sich auf die Ethnie Serben bezieht, die als Slawen, wie weitgehend angenommen, erst um die 450 Jahre nach Ptolemaios Aufzeichnungen in Westmakedonien und Südosteuropa auftauchen.
Um das Jahr 1330 hat Gradiška (Gradiški Brod) das Stadtrecht erhalten, im Jahre 1537 wurde die Stadt zum Teil des Osmanischen Reiches. 1774 errichteten französische Ingenieure dort eine Festung. Als Grenzfestung wurde Gradiška am 2. September 1788 im Zuge des Russisch-Österreichischen Türkenkriegs von der Kaiserlichen Armee erobert. Seit dem Okkupationsfeldzug in Bosnien (1878) gehörte sie zum österreichisch-ungarisch besetzten Bosnien. In unmittelbarer Nachbarschaft der Stadt wurde 1848 im Rahmen der Habsburger Militärgrenze die Soldatensiedlung Nova Gradiška gegründet. Deren Garnison nahm unter dem Namen Gradiskaner an zahlreichen Schlachten der Habsburgermonarchie teil.
Nachdem in Slawonien schwere Kämpfe zwischen Kroaten und Serben ausgebrochen waren, überquerte im August 1991 der Banjalučki Korpus die Save, und in wenigen Wochen rückte die Jugoslawische Volksarmee bis nach Virovitica vor. Im Oktober und November griffen die kroatischen Streitkräfte in zwei Operationen serbisch kontrollierte Gebiete in Westslawonien an, woraufhin 50.000 Serben über die Save nach Gradiška und von dort weiter nach Serbien flohen.
Während der Militäroperation Bljesak (Bljesak) 1995 wurde Gradiška und die Umgebung von der kroatischen Armee stark beschossen.

## Geografie
Die Stadt liegt am Mittellauf der Save, die dort die Grenze zu Kroatien bildet, rund 40 km nördlich der Stadt Banja Luka. Südlich der Save, von wo ihr der Vrbas aus dem Gebirge zuströmt, ist die Flussebene fast 20 km breit. Nördlich des Stroms befindet sich die kroatische Stadt Stara Gradiška.

## Bevölkerung
Bei der Volkszählung 1991 hatte die Gemeinde Bosanska Gradiška in 68 Siedlungen 59.974 Einwohner, von denen sich 29.630 als Serben (49,4 %), 25.297 als Muslime (42,2 %), 1.894 als Kroaten (3,2 %) und 1.811 als Jugoslawen (3,0 %) bezeichneten. 1.342 Einwohner ordneten sich sonstigen Volksgruppen zu oder verzichteten auf eine Angabe.
In der Stadt selbst bildeten die Muslime mit 7.188 von 16.841 (42,68 %) eine knappe Bevölkerungsmehrheit. 6.502 Einwohner bezeichneten sich als Serben (38,61 %) und 1.788 als Jugoslawen (10,62 %). 80 % der kleineren Orte der Gemeinde waren mehrheitlich serbisch besiedelt. In sechs Dörfern stellten die Muslime, in fünf die Kroaten die Mehrheit.
Die Serben stellen heute die absolute Mehrheit sowohl in der Stadt als auch in der Gemeinde.

## Ortschaften

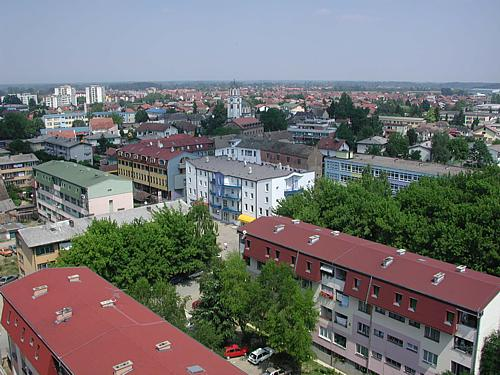
Stadtzentrum

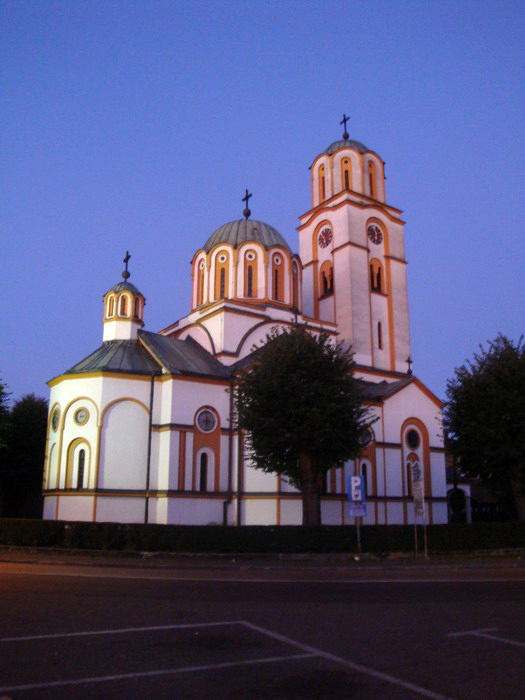
Serbisch-orthodoxe Mariä-Schutz-und-Fürbitte-Kirche in Gradiška

Zur Gemeinde gehören insgesamt 68 Orte: Adžići, Berek, Bistrica, Bok Jankovac, Brestovčina, Bukovac, Cerovljani, Cimiroti, Čatrnja, Čelinovac, Čikule, Donja Dolina, Donja Jurkovica, Donji Karajzovci, Donji Podgradci, Dragelji, Dubrave, Elezagići, Gašnica, Gornja Dolina, Gornja Jurkovica, Gornja Lipovača, Gornji Karajzovci, Gornji Podgradci, Gradiška, Grbavci, Greda, Jablanica, Jazovac, Kijevci, Kočićevo, Kozara, Kozinci, Krajišnik, Kruškik, Laminci Brezici, Laminci Dubrave, Laminci Jaružani, Laminci Sređani, Liskovac, Lužani, Mačkovac, Malkoc, Mašići, Mičije, Miloševo Brdo, Miljevići, Mokrice, Nova Topola, Novo Selo, Orahova, Orubica, Petrovo Selo, Rogolji, Romanovci, Rovine, Samardžije, Seferovci, Sovjak, Srednja Jurkovica, Šaškinovci, Trebovljani, Trnovac, Trošelji, Turjak, Vakuf, Vilusi, Vrbaška und Žeravica.

## Schulen
- Gimnazija Gradiška
- Tehnnicka Skola
- Srednja strucna i tehnicka Skola
- Osnovna škola Danilo Borković
- Osnovna škola Vasa Čubrilović

Außerdem gibt es in Gradiška noch eine private Universität namens Visoka Skola Primus Gradiška.

## Verkehr

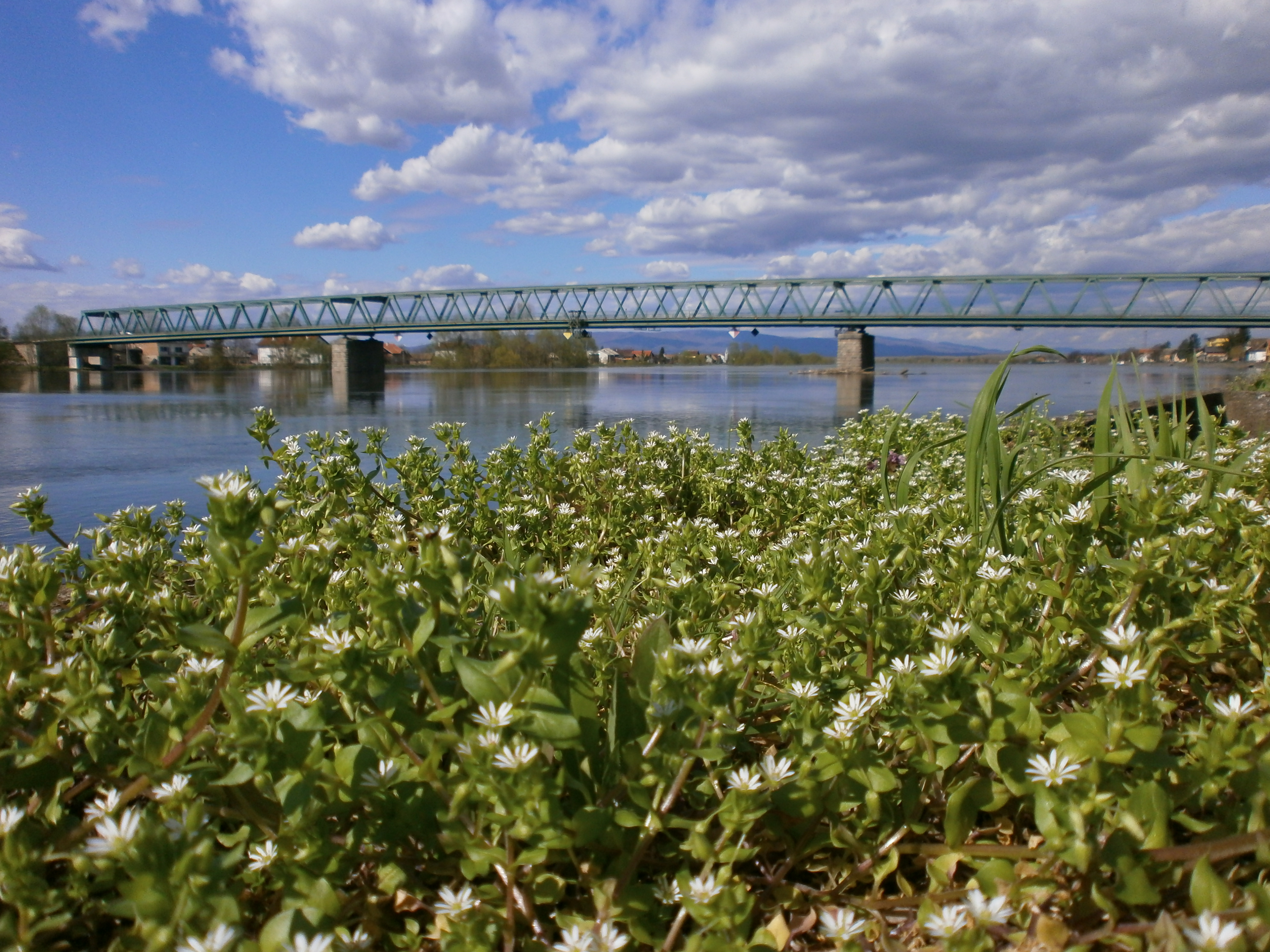
Save-Brücke in Gradiška

Gradiška liegt an der Nationalstraße 16 (nach Banja Luka; 48 km), die hier über einen internationalen Grenzübergang nach Kroatien verfügt. Mit der Fertigstellung eines neuen Autobahngrenzüberganges westlich der Innenstadt soll diese vom Durchgangsverkehr entlastet werden, der sich bis dato im Ortszentrum staut.[veraltet] Bis zur kroatischen Autobahn 3 (Zagreb–Belgrad) sind es 11 km. Über die abzweigenden Magistralstraßen sind Kozarska Dubica (44 km) und Prijedor (58 km) zu erreichen. Über die Save ist die Stadt an das europäische Binnenschifffahrtsnetz angebunden.

## Sport
Aus der Stadt stammt der FK Kozara, der 2002/03 in der Premijer Liga vertreten war. Zurzeit spielt der Verein in der Prva Liga RS, der zweithöchsten Spielklasse.
Weitere Traditionsvereine sind der FK Dubrave, FK Omladinac Brestovcina und der FK Bratstvo Orahova.

## Persönlichkeiten
Gradiška ist Geburtsort des seinerzeit im süd- bzw. südosteuropäischen Raum sehr bekannten Rabbiners, Arztes und Liturgisten Samson Ben Joshua Moses Morpurgo (1681–1740, gestorben in Ancona, Italien). Morpurgo war von 1721 bis zu seinem Tod Oberrabbiner von Ancona. Neben zahlreichen religionskundlichen Veröffentlichungen zeichnete er sich auch als kompetenter Arzt aus; für seinen Einsatz bei der Grippeepidemie im Jahr 1730 erhielt er eine Dankesurkunde des Erzbischofs Benedict IV. von Ancona.
- Samson Ben Joshua Moses Morpurgo (1681–1740), Rabbiner, Arzt und Liturgist
- Endre Hedri (1893–1962), ungarischer Chirurg, Hochschullehrer in Budapest
- Vasa Čubrilović (1897–1990), Politiker und Historiker
- Nordin Gerzić (* 1983), schwedisch-bosnischer Fußballspieler
- Branko Grahovac (* 1983), bosnisch-herzegowinischer Fußballspieler
- Zlatko Janjić (* 1986), deutscher Fußballspieler
- Marko Marin (* 1989), deutscher Fußballspieler
- Miloš Šatara (* 1995), Fußballspieler

## Städtepartnerschaften
Städtepartnerschaften bestehen mit folgenden Städten:
| - Kavala, Griechenland – seit 1994 - Ćuprija, Serbien – seit 1994 - Negotino, Nordmazedonien – seit 2006 | - Montesilvano, Italien – seit 2018 - Palilula, Serbien – seit 2019 - Zubin Potok, Serbien – seit 2021 |

Freundschafts- und Kooperationsabkommen bestehen mit folgenden Städten:
| - Banja Luka, Bosnien und Herzegowina – seit 2016 - Bihać, Bosnien und Herzegowina – seit 2016 - Bijeljina, Bosnien und Herzegowina – seit 2016 - Bosanska Krupa, Bosnien und Herzegowina – seit 2016 - Cazin, Bosnien und Herzegowina – seit 2016 - Čelinac, Bosnien und Herzegowina – seit 2016 - Doboj, Bosnien und Herzegowina – seit 2016 - Kozarska Dubica, Bosnien und Herzegowina – seit 2016 - Foča, Bosnien und Herzegowina – seit 2016 - Goražde, Bosnien und Herzegowina – seit 2016 - Gračanica, Bosnien und Herzegowina – seit 2016 - Gradačac, Bosnien und Herzegowina – seit 2016 - Kalesija, Bosnien und Herzegowina – seit 2016 - Konjic, Bosnien und Herzegowina – seit 2016 - Maglaj, Bosnien und Herzegowina – seit 2016 - Modriča, Bosnien und Herzegowina – seit 2016 | - Mostar, Bosnien und Herzegowina – seit 2016 - Novi Grad, Bosnien und Herzegowina – seit 2016 - Odžak, Bosnien und Herzegowina – seit 2016 - Orašje, Bosnien und Herzegowina – seit 2016 - Prijedor, Bosnien und Herzegowina – seit 2016 - Prnjavor, Bosnien und Herzegowina – seit 2016 - Sanski Most, Bosnien und Herzegowina – seit 2016 - Srebrenik, Bosnien und Herzegowina – seit 2016 - Šamac, Bosnien und Herzegowina – seit 2016 - Teslić, Bosnien und Herzegowina – seit 2016 - Tešanj, Bosnien und Herzegowina – seit 2016 - Tuzla, Bosnien und Herzegowina – seit 2016 - Vare, Bosnien und Herzegowina – seit 2016 - Velika Kladuša, Bosnien und Herzegowina – seit 2016 - Žepče, Bosnien und Herzegowina – seit 2016 - Živinice, Bosnien und Herzegowina – seit 2016 | - Laktaši, Bosnien und Herzegowina – seit 2018 - Čačak, Serbien – seit 2018 - Herceg Novi, Montenegro – seit 2018 - Limenas Chersonisou, Griechenland – seit 2018 - Labin, Kroatien – seit 2018 - Nova Gorica, Slowenien – seit 2018 - Ragusa, Italien – seit 2018 - Shkodër, Albanien – seit 2018 - Tiranë, Albanien – seit 2018 - Daruvar, Kroatien – seit 2020 - Lipik, Kroatien – seit 2020 - Jesi, Italien – seit 2020 - Marche, Italien – seit 2020 - Mošćenička Draga, Kroatien – seit 2020 - Kotor, Montenegro – seit 2020 - Tepelena, Albanien – seit 2020 |